# Kaiten (bemannter Torpedo)
Der bemannte Torpedo Kaiten (jap. 回天 ‚Himmelsänderung‘) (auch Kaiten igyo) war ein maritimes Kleinkampfmittel der Kaiserlich Japanischen Marine gegen Ende des Zweiten Weltkrieges.
Er folgte dem Funktionsprinzip des U-Boots, sah aber vor, dass der Pilot sein Fahrzeug gegen ein Zielschiff rammte und dabei eine große Sprengladung zur Explosion brachte. Die Explosion zerstörte dabei sowohl das Ziel als auch das Kleinkampfmittel und tötete den Piloten.

## Vorgeschichte

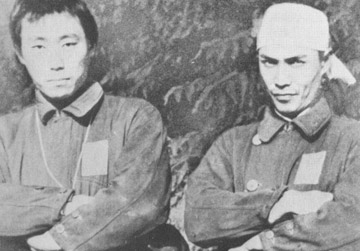
Die Mitentwickler des Kaiten: Sekio Nishina und Hiroshi Kuroki 1943

### Idee und Planung
Zwei japanische Offiziere, Fähnrich Nishina und Leutnant Kuroki, die an Mini-U-Booten ausgebildet worden waren, hatten deren konstruktionsbedingte Schwächen in Punkten Bewaffnung und Geschwindigkeit erkannt. Sie entwickelten den Plan, auf Basis des Typ-93-Torpedos ein Fahrzeug zu entwerfen, das die vorteilhaften Fähigkeiten der Mini-U-Boote, wie ihre Beweglichkeit und ihren guten Schutz vor Entdeckung durch Sonar und feindliche Beobachter, mit der Geschwindigkeit und Zerstörungskraft des Torpedos verbinden sollte.
Der Plan wurde mit Hilfe eines Ingenieurs der Marine 1942 ausgearbeitet, aber zunächst vom Marinestab abgelehnt. Erst als sich der Pazifikkrieg 1944 deutlich zu Ungunsten Japans entwickelte, wurde der Bau eines Prototyps genehmigt. Besorgt darüber, dass der Plan des Kaiten ein Überleben des Piloten nicht vorsah, verlangte der Stab den Einbau einer Fluchtluke in den Kaiten-Prototyp.

### Bau
Der Kaiten-Prototyp wurde in den Werkstätten der Marinewerft Kure gebaut. Für die spätere Serienproduktion wurden Komponenten auch von anderen Marinewerften gebaut. Die Konstruktion der Motoren, die insbesondere beim Kaiten II recht komplex war, verteilte sich dagegen auf mehrere Hersteller. So listeten die Amerikaner 1946 die Marinewerften in Kure, Yokosuka, Sasebo, Maizuru und Hikari, gemeinsam mit den Privatunternehmen Mitsubishi und Kawasaki als Produzenten auf.

### Personal und Ausbildung
Die Piloten für Kaiten-Einsätze rekrutierten sich zum Teil aus Freiwilligen für die Shimpū-Tokkōtai-Missionen der Luftwaffe, die mangels verfügbarer Flugzeuge auf den Kaiten
umgeschult wurden. Die Anforderungen waren dabei deutlich höher als beispielsweise für Besatzungen der Sprengboote der Shin’yō-Klasse, da die Kaiten-Piloten mit kleineren technischen Defekten im Einsatz umgehen mussten, während sie für längere Zeit in der kleinen Kapsel ohne Außensicht ausharrten. Die hohen physischen und psychischen Anforderungen sorgten dann auch dafür, dass viele Bewerber nicht für das Programm geeignet waren. Das Alter der Piloten lag zwischen 17 und 28 Jahren. Nach den Eignungstests wurden die Piloten einer ausgiebigen theoretischen Schulung unterzogen und dann für die praktische Ausbildung auf einen anderen Stützpunkt verlegt. Bis zum Kriegsende wurden 1375 Soldaten zu Kaiten-Piloten ausgebildet.

## Modelle

### Kaiten I

Schematischer Aufbau Typ 1

Für Details zum Antriebssystem siehe: Funktionsweise des Typ-93-Torpedos
Der Kaiten I wurde auf Basis des Typ-93-Torpedos entwickelt. Er hatte mit 1550 kg Sprengstoff im Vorderteil jedoch deutlich mehr Zerstörungskraft als der ursprüngliche unbemannte Torpedo. Für den Piloten gab es einen kleinen Steuerstand in der Mitte des Fahrzeuges, den er über zwei Luken besteigen konnte. Eine Luke befand sich an der Oberseite, eine weitere, für den Einsatz vom Deck großer, getauchter U-Boote aus, war an der Unterseite eingelassen. Im Steuerstand befanden sich die Steuerorgane und ein Periskop, das bei Bedarf ein- oder bis auf 70 cm ausgefahren werden konnte.
Da der ursprüngliche Torpedo über keine Sauerstoffversorgung für einen Piloten verfügte, mussten die Kaiten-Piloten Natriumperoxid in einer Blechdose im Steuerstand mitführen, das Kohlendioxid aus der Atemluft filterte und dabei Sauerstoff freisetzte. Dieses Prinzip entsprach dem des Tauchretters, wie er auf U-Booten verwendet wurde.
Der Typ-93-Torpedomotor wurde mit rund 550 PS betrieben. Die maximale Reichweite lag bei 78 Kilometern bei 12 Knoten (kn), bei der Höchstgeschwindigkeit von 30 kn sank die Reichweite auf 23 Kilometer. Bei einer mittleren Geschwindigkeit von 20 kn, konnten 43 Kilometer erreicht werden.
Die japanischen Ingenieure mussten Änderungen an der Torpedomechanik des Typ 93 vornehmen, um die Bauteile auch für die längeren Einsatzzeiten des Kaiten funktionsfähig zu halten. Sie tauschten das einfache Kreiselinstrument, das mit Druckluft betrieben wurde, durch ein Pendant mit Elektromotor aus. Der Pilot konnte manuell einen Kurs steuern oder dem Kreiselinstrument das Verfolgen eines bestimmten Kurses überlassen. Die Tiefensteuerung erlaubte Voreinstellungen von 0 bis 35 Metern, die über einen Tiefenmesser gesteuert wurden. Dazu wurden wie im Typ-93-Torpedo Druckluft genutzt, um die Ruder für Korrekturen der Tiefe zu betreiben. Die maximale Tauchtiefe sollte 100 Meter betragen, jedoch traten bei Tests in dieser Tiefe diverse Lecks auf. 60 Meter wurde schließlich als maximale Tauchtiefe angegeben. Die Steuerflächen, also Tiefen- und Seitenruder, die der Pilot bedienen konnte, waren beim Kaiten gegenüber dem Torpedo größer ausgeführt, damit der Kaiten sehr viel schneller auf manuelle Steuerkommandos ansprach. Die Steuerflächen, die automatisch vom Kreiselinstrument gesteuert wurden, waren dagegen kleiner, damit der Pilot mit seinen Steuerbefehlen die Auswirkungen der automatisch erzeugten Ruderbewegungen einfach übersteuern konnte.
Die Länge des Kaiten I betrug 14,50 m, der zylindrische Rumpf hatte einen Meter Durchmesser und die Waffe wog 8,0 Tonnen.
Der Kaiten I wurde ab Juni 1944 produziert. Eine Modifikation des Kaiten I wurde ab 1945 produziert. Diese Version war 14,74 m lang und wog 8,3 t, trug 40 Liter zusätzliche Druckluft zum Betrieb der Steuerflächen, entsprach aber ansonsten ihrem Vorgänger.
Die Produktionszahlen für den Kaiten Typ 1 lagen bei etwa 100 Stück und von der ab 1945 produzierten Modifikation wurden rund 230 Stück hergestellt.
Daten: Verdrängung unter Wasser 18,8 Tonnen; Länge über alles 14,8 Meter; Bewaffnung ein Sprengkopf mit 1550 kg TNT; Gesamtleistung 550 WPS; Konstruktionsgeschwindigkeit 30 kn; Laufstrecke 23 km bei 30 kn

### Kaiten II

Schematischer Aufbau Typ 2

Zeichnung des Generators im Kaiten II mit der Brennkammer und Details der Mischanlage für die Flüssigkeiten A und B

Während der Kaiten I in Serienproduktion ging, entstand zur selben Zeit bereits der Prototyp des Kaiten II. Nachdem Japan vom verbündeten Deutschen Reich technische Daten, Zeichnungen und Fotos erhalten hatte, die Details zur Verwendung von Wasserstoffperoxid im Walter-HWK-109-509-Raketenantrieb deutscher Flugzeuge wie der Me 163 oder der Ba 349 „Natter“ enthielten, beschloss die Marine, diesen Antrieb auch für den Kaiten zu verwenden. Die Entwicklung eines eigenen Peroxid-Antriebes für den Abfangjäger J8M Shūsui hatte Mitte des Jahres 1944 bei Mitsubishi in Nagasaki begonnen. Die Marine entsandte ihre Ingenieure zu Mitsubishi, um auf Basis der Erkenntnisse den Antrieb für den Kaiten II zu entwickeln.
Nach mehreren Tests entschied man sich für die Vermischung und anschließende Verbrennung folgender Stoffe:
- Flüssigkeit A Wasserstoffperoxid mit einem Verbrauch von 17,8 kg/min
- Flüssigkeit B Hydrazinhydrat mit einem Verbrauch von 1,53 kg/min
- Treibstoff (Petroleum) mit einem Verbrauch von 3,57 kg/min
- Wasser mit einem Verbrauch von 33,6 kg/min

Der Kaiten-Pilot öffnete beim Start zunächst ein Ventil für die Druckluft, die den Achtzylinder-Motor in Bewegung setzte. Beim Betätigen des Gashebels wurde langsam Öl in den Motor eingelassen, das mit steigendem Pegel nacheinander die Schalter der Ventile für die Flüssigkeiten B, A, Treibstoff und Wasser öffnete und schließlich das Druckluftventil schloss. Die Flüssigkeiten wurden in der Folge über ihre Ventile aus ihren Tanks zunächst zum Generator geführt und an dessen Oberseite eingebracht. Verbrauchte Mengen wurden in ihren Tanks durch Wasser ersetzt, um konstanten Druck und Trimmung zu gewährleisten.
Im Generator reagierten in einem ersten Schritt die im Verhältnis von etwa 10:1 eingebrachten Komponenten Wasserstoffperoxid und Hydrazinhydrat am oberen Ende. Dabei entstand Sauerstoff. Dieser Sauerstoff hatte eine hohe Temperatur von 700 bis knapp unter 1000 °C und wurde nun mit dem Petroleum und dem Wasser angereichert, die etwas tiefer in den Generator eingespritzt wurden. Das extrem heiße Gasgemisch wurde über zwei besonders gekühlte Rohrleitungen mit einem Innendurchmesser von 92,5 mm an der Generatorunterseite zu den beiden Motorblöcken des Typ-6-Motors geleitet, wo es dann die Zylinder betrieb.
Die so erreichte Geschwindigkeit lag in der Grundstellung bei 20 kn, bei einem erneuten Betätigen des Gashebels auf eine höhere Stufe (30 beziehungsweise 40 kn) wurden bis zu zwei weitere Ventile für jede Komponente geöffnet und so der Zufluss der Flüssigkeiten zum Generator verstärkt und die Leistung auf bis zu 1600 PS erhöht. Die Energie wurde auf eine innere und eine äußere Welle übertragen, an denen je ein dreiflügeliger Propeller befestigt war. Die Propeller, der vordere mit 1060 mm Durchmesser, der hintere mit 970 mm Durchmesser, waren aus Bronze gefertigt und funktionierten wie die des Typ-93-Torpedos.
Bis zum Kriegsende wurden nur zwei einsatzbereite Kaiten II produziert. Die Waffe wog 18,307 metrische Tonnen, trug eine 1,55 t schwere Sprengladung, die wie bei ihrem Vorgänger mit zwei separaten Zündern ausgelöst werden konnte. Die maximale Reichweite lag bei 83 Kilometern bei 20 kn.
Der Antrieb des Kaiten II griff damit das Funktionsprinzip des „Heißen Verfahrens“ im Walter-Antrieb von 1936 auf, auch wenn die japanischen Ingenieure keine Turbine zur Stromerzeugung nachschalteten, sondern eine konventionelle Kolben-Expansionsmaschine mit dem heißen Gas betrieben.
Daten: Verdrängung unter Wasser 18,8 Tonnen; Länge über alles 16,5 Meter; Bewaffnung ein Sprengkopf mit 1550 kp TNT; Gesamtleistung 150 WPS; Konstruktionsgeschwindigkeit 40 kn; Laufstrecke 50.100 m bei 30 kn; Besatzungsstärke 2

### Kaiten III
Es wurde kein Muster mit der Bezeichnung Kaiten III produziert. Andere Quellen berichten über die Planung eines Prototyps, welcher eine Motorenleistung von 1800 PS und damit 33 kn als Höchstgeschwindigkeit erreichen sollte.

### Kaiten IV

Schematischer Aufbau Typ 4

Wegen der schwierigen Versorgungslage bei Wasserstoffperoxid für den Kaiten II entschied die Marine, den Kaiten IV zu entwickeln, der die Abmessungen des Kaiten II beibehielt, aber mit Sauerstoff, Petroleum und Wasser für einen modifizierten Kaiten-II-Motor angetrieben werden sollte. Die Antriebsmaschine mit der Bezeichnung „Typ 6“, die ähnlich schon im Typ 2 verwendet worden war, wurde unter großem Zeitdruck modifiziert. Mehrere Ingenieure wehrten sich gegen die Verschwendung von Ressourcen für dieses Projekt, da sie den Kaiten I für ausreichend hielten und sie der Überzeugung waren, dass die „Typ 6“-Maschine zu viel Sauerstoff verbrauchte, wodurch die Reichweite des Kaiten IV zu klein werden würde.
Nach mehreren Tests bestätigten sich die Befürchtungen, und der Kaiten IV wurde nach der Erprobung von fertigen Modellen nicht weiter verfolgt.
Die 1500-PS-Maschine arbeitete mit nur 25 kn Höchstgeschwindigkeit nicht effizient und stieß einen großen Teil des Brennstoffs unverbrannt als Abgas wieder aus. Die Waffe sollte mit 1800 kg einen deutlich größeren Sprengkopf tragen als der Kaiten II. Durch die Verwendung von Sauerstoff anstelle der beiden Flüssigkeiten A und B erhoffte man sich zudem eine deutliche Gewichtsersparnis, wodurch der Kaiten IV mit 18,17 t, trotz seines schwereren Sprengkopfes, 200 kg weniger wiegen sollte als der Kaiten II.
Die maximale Reichweite lag bei 62 Kilometern bei einer Geschwindigkeit von 20 kn.

### Kaiten V
Der Kaiten V war eine leicht abgeänderte Version des Kaiten IV mit modifizierter Druckluftversorgung.

### Kaiten VI
Der Kaiten VI war eine leicht abgeänderte Version des Kaiten I mit modifizierter Druckluftversorgung.

### Kaiten X

Schematischer Aufbau Typ 10

Mit der ständig wachsenden Befürchtung einer Invasion der japanischen Heimatinseln sollte die Menge an produzierten Kaiten-Torpedos kurzfristig gesteigert werden. Die einzige Möglichkeit war der Umbau bereits vorhandener Typ-92-Torpedos.
Der ursprüngliche Torpedo wurde dazu geteilt und ein zusätzlicher Abschnitt mit einem Steuerstand wurde eingesetzt. Der Kaiten X hatte damit als einziger Vertreter der Kaiten-Familie einen Elektroantrieb. Bis zum Kriegsende wurden maximal sechs Stück produziert.
Die Waffe hatte einen 300 kg schweren Sprengkopf, wog 3 t, war 9 m lang bei einem Durchmesser des Zylinders von 70 cm. Der Strom für den Elektromotor kam aus zwei Bleiakkumulatoren. Bei 7 kn konnte der Kaiten X bis zu 3,5 km zurücklegen.

## Einsätze

### Einsatzablauf

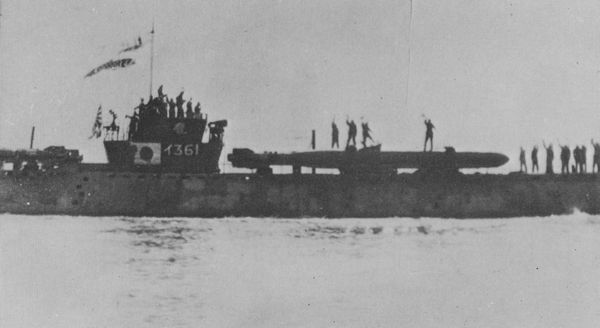
Kaiten I an Deck des Träger-U-Boots I-361 im Mai 1945

Karte der japanischen Inseln mit den Positionen geplanter Kaiten-Stützpunkte

Der Kaiten I sollte von U-Booten, Schiffen oder von Stützpunkten an Land aus eingesetzt werden. Obwohl mehrere Schiffe zum Transport von Kaitens umgebaut worden waren, kam diese Kombination nie in einem Gefecht zum Einsatz. Von U-Booten aus wurden sie dagegen mehrfach eingesetzt.
Der Kaiten-Pilot hielt sich während des Anmarsches zum Zielgebiet mit der übrigen Mannschaft im Druckkörper des Träger-U-Bootes auf. Sobald das Zielgebiet erreicht war, ging das U-Boot auf Sehrohrtiefe von etwa 9 Metern, und eine Luke zum Oberdeck des U-Bootes wurde geöffnet. Über der Luke befand sich ein Einstiegstutzen, der die Luke im U-Boot mit einer Luke an der Unterseite des Kaiten verband. Vom Träger-U-Boot aus wurde die Pilotenkabine des Kaiten zunächst belüftet. Dann kletterte der Pilot in den Kaiten und die Luken wurden geschlossen. Der Pilot konnte jetzt noch über ein einfaches Telefon mit der Besatzung im U-Boot sprechen. Er erhielt so letzte Anweisungen für seinen Angriff und die Klammern, die U-Boot und Kaiten verbanden, wurden gelöst. Wenn der Kaiten vor dem Turm des Träger-U-Boots gelagert war, musste der Pilot den Antrieb schon vor dem Lösen der Halteklammern hochfahren, um nicht mit dem Turm zu kollidieren.
Der Pilot stellte den Kurs zum Ziel an dem elektrischen Kreiselinstrument ein und wählte eine Geschwindigkeit und Tiefe für seinen Angriff. Der Kaiten lief nun selbständig auf das Ziel zu und führte nötige Korrekturen zum Halten von Kurs und Tiefe automatisch durch. Rund 1000 m vor der berechneten Position des Ziels wurde die Geschwindigkeit manuell reduziert und der Kaiten tauchte so weit auf, dass der Pilot über das Periskop sein Ziel anvisieren konnte. Die reduzierte Geschwindigkeit in dieser Phase des Angriffs erschwerte die Entdeckung, da weniger Wasser aufgewirbelt wurde. Gleichzeitig war die Beobachtung der Umgebung einfacher, da das aufgewirbelte Wasser bei höheren Geschwindigkeiten auch die Sicht des Piloten behindern konnte.
Der Pilot änderte nun entsprechend seiner Beobachtung den Kurs und tauchte zum Angriff auf die gewünschte Tiefe ab, die vom Tiefgang des Zielschiffs abhing. Er beschleunigte auf die Höchstgeschwindigkeit von 30 kn und entsicherte die beiden Zünder für die Sprengladung in der Nase des Kaiten. Ein Zünder war ein Aufschlagzünder, der auch im Typ-93-Torpedo verwendet wurde und der durch das abrupte Abbremsen beim Aufschlag am Ziel ausgelöst wurde. Der zweite Zünder war elektrisch und wurde vom Piloten direkt betätigt, indem er einen Pistolengriff, der vor ihm in seinem Steuerstand eingebaut war, während des Angriffs festhielt. Beim Aufschlag wurde der Pilot nach vorn geschleudert und drückte so auch den Griff nach vorn, wobei ein Stromkreis geschlossen wurde, der die Zündung auslöste.

### Träger-U-Boote und -Schiffe
Als Trägerschiffe wurden folgende U-Boote umgerüstet, die je 4 bis 6 Kaiten I transportieren konnten: I 8, I 36, I 37, I 44, I 46, I 53, I 47, I 48, I 53, I 56, I 58, I 156, I 157, I 159, I 162, I 165, I 361, I 363, I 366, I 367, I 368, I 369, I 370, I 372 und I 373. Daneben wurden mehrere Überwassereinheiten als Trägerschiffe modifiziert, so der Schnelltransporter LST I, der japanische Kreuzer Kitakami der Kuma-Klasse, sowie die Zerstörer Namikaze und Shiokaze.
Allerdings wurden im Laufe von Seegefechten die U-Boote I 8, I 37, I 44, I 48, I 56, I 165, I 361, I 368, I 370 und I 378 durch amerikanische Einheiten mit ihren Kaiten versenkt.

### Landbasen
Während der Einsatz von U-Booten aus einen offensiven Charakter hatte, wurde ein erheblicher Teil der produzierten Kaiten für Einsätze defensiver Art zurückgehalten.
Kaiten wurden als wichtiges Mittel zur Verteidigung besonders bedrohter Küstenabschnitte bei der erwarteten Invasion der japanischen Heimatinseln durch alliierte Bodentruppen angesehen.
Die Planungen sahen vor, dass alle Kleinkampfmittel, neben Sprengbooten und Mini-U-Booten auch die Kaiten, in der ersten Nacht einer Invasion aus ihren versteckten Stützpunkten entlang der Küsten der japanischen Inseln einen Angriff auf die vor Anker liegende Invasionsflotte starten sollten. Da die Kaiten von den verfügbaren Kleinkampfmitteln am schwierigsten abzuwehren waren, wären ihre Ziele die Begleitschiffe gewesen, die für die anderen Kleinkampfmittel am gefährlichsten waren.
So waren im Juli 1945 insgesamt 118 Kaiten verschiedenen Stützpunkten bei Yokosuka, Osaka, Kure und Sasebo zugeteilt und weitere Stationierungen waren geplant.

### Belegte Einsätze

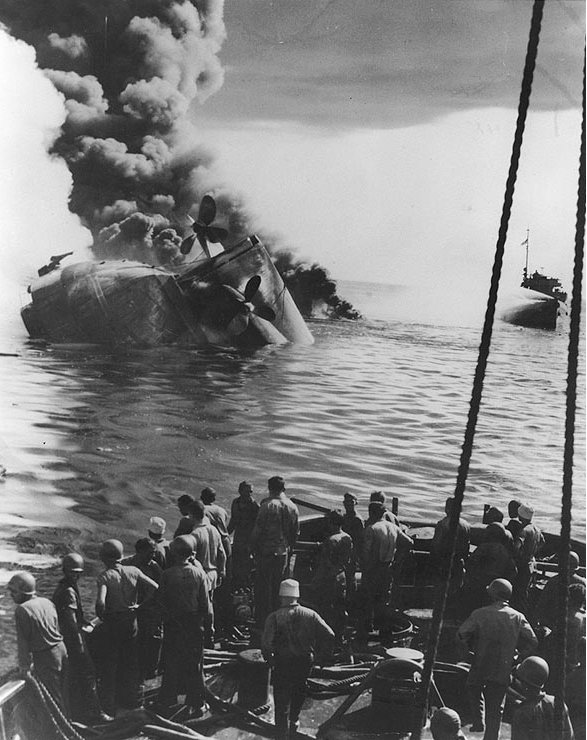
Die USS Mississinewa sinkt, nachdem der „Kaiten“ von Sekio Nishina sie am frühen Morgen des 20. November 1944 getroffen hatte.

Im November 1944 wurden drei Träger-U-Boote mit je vier Kaiten I gegen einen Ankerplatz der US-Marine im Ulithi-Atoll in Marsch gesetzt. I-37 wurde bereits auf dem Anmarsch durch amerikanische Zerstörer versenkt, I-36 konnte nur einen Kaiten absetzen, der aber kein Ziel traf. Die Übrigen waren defekt. I-47 setzte alle Kaiten aus, aber nur einer, wahrscheinlich der vom Miterfinder der Waffe, Sekio Nishina, gesteuerte Torpedo, fand ein Ziel und versenkte den Tanker USS Mississinewa. Die übrigen drei gingen verloren.
Zusätzlich wurde nur noch die USS Underhill, ein Begleitzerstörer, am 24. Juli 1945 durch einen Kaiten versenkt, bevor der Krieg endete.
Auf japanischer Seite überschätzte man die Wirkung der Waffe erheblich. Eine Befragung des Ausbildungsleiters der Kaiten-Schule durch die Amerikaner nach dem Krieg ergab, dass er glaubte, seine Kaiten-Piloten hätten zwei bis drei Flugzeugträger, zwei Schlachtschiffe, 25 bis 30 Frachtschiffe und vier bis sechs Zerstörer versenkt.

## Verluste und Rezeption

### Verluste
Insgesamt 162 amerikanische Soldaten starben bei Kaiten-Angriffen. 106 Kaiten-Piloten kamen ums Leben, davon wurden 15 noch während der Ausbildung bei Unfällen getötet. Über 600 japanische Seeleute starben, als ihre Träger-U-Boote im Zuge von Kaiten-Einsätzen versenkt wurden.

### Gedenken
Ein Museum wurde nahe Shūnan am Ausbildungsort der Kaiten-Besatzungen auf der Insel Oodu (jap. 大津島) eingerichtet. Die Anlage wurde mehrfach ausgebaut und besteht neben dem Museum heute auch aus einem Denkmal und einem 1:1-Modell eines Kaiten I.

### Exponate
Ein erhaltener Kaiten I kann im Museum Yūshūkan des Yasukuni-Schreins in Tokio besichtigt werden, ein Kaiten X ist im Yamato-Museum in Kure zu sehen und ein Exemplar steht am Fährhafen von Tokuyama. Das Bowfin Museum in Honolulu stellt einen Kaiten IV aus.

### Film und Fernsehen
Die Geschichte eines Kaiten-Piloten wird im Film (jap. 出口のない海) (auf Deutsch etwa: „See ohne Wiederkehr“) von 2006 nach einem Buch von Hideo Yokoyama geschildert.
In der für den US-amerikanischen Fernsehsender History produzierten Infotainment-Fernsehserie „Dogfights“ wurden in der 17. Folge der zweiten Staffel vom März 2008 Berichte über verschiedene Geheimprojekte im Zweiten Weltkrieg gesendet, in denen unter anderem auch der Kaiten abgehandelt wurde. Der Bericht besteht überwiegend aus Computeranimationen, enthält aber zudem Ausschnitte aus einem Interview mit Harumi Kawasaki, einem ehemaligen Kaiten-Piloten.
Im 2016 erschienenen Film USS Indianapolis: Men of Courage werden Kaiten im Einsatz vom japanischen U-Boot I-58 aus gezeigt.

## Belege Kaiten-kai (Vereinigung japanischer Kaiten-Piloten)
- Toshiharu Konada, („Chairman“ Kaiten-kai), Tokko (Special Attack), Interview „How did they feel?“, Mai 1999
- Kaiten-Stützpunkte Kabajima und Sokodo auf der Insel Hachijō-jima (englisch)
- Kaiten-Gruppe „Kikusui“ November 1944, japanische U-Boote I-36, I-37, I-47 (englisch)
- Kaiten-Gruppe „Kongo“ Dezember 1944 – Januar 1945, japanische U-Boote I-36, I-47, I-56 (englisch)
- Kaiten-Gruppe „Kongo“ Dezember 1944 – Januar 1945, japanisches U-Boot I-53 (englisch)
- Kaiten-Gruppe „Kongo“ Dezember 1944 – Januar 1945, japanische U-Boote I-48, I-58 (englisch)
- Kaiten-Gruppe „Chihaya“ Februar 1945 – März 1945, japanische U-Boote I-44, I-368, I-370 (englisch)
- Kaiten-Gruppe „Hakuryu“ März 1945, japanisches „Troopship No.18“ (T-18), versenkt am 18. März von US-U-Boot USS Springer (SS-414) (englisch)
- Kaiten-Gruppe „Shinmu“ März 1945 – April 1945, japanische U-Boote I-36, I-58 (englisch)
- Kaiten-Gruppe „Tatara“ März 1945 – April 1945, japanische U-Boote I-44, I-47, I-56, I-58 (englisch)
- Kaiten-Gruppe „Tenmu“ April 1945 – Mai 1945, japanische U-Boote I-36, I-47 (englisch)
- Kaiten-Gruppe „Shinbu“ Mai 1945 – Juni 1945, japanisches U-Boot I-367 (englisch)
- Kaiten-Gruppe „Todoroki“ Mai 1945 – Juni 1945, japanische U-Boote I-36, I-165, I-361, I-363 (englisch)
- Kaiten-Gruppe „Tamon“ Juli 1945 – August 1945, japanische U-Boote I-47, I-53, I-58, I-363, I-366, I-367 (englisch)

## Bemerkungen
1. ↑  Das schließt sowohl das Kurearsenal, als auch das in Hiro (Hiro Kaigun Kosho) bei Kure ein.
2. ↑  1.500 PS nach USNTMJ O-01-1, S. 335
3. ↑  Es könnten die Komponenten für bis zu 50 Kaiten IV produziert worden sein, so nach USNTMJ O-01-1, S. 403
4. ↑  Der ursprüngliche unbemannte Torpedo Typ 92 sollte eine Reichweite von knapp 7 km erreichen. USNTMJ O-01-1, S. 31
5. ↑  Naturgemäß war die Identität des Piloten für die Amerikaner nicht feststellbar, so dass sich die Aussage auf japanische Quellen stützen muss, so beschrieben von Robin L. Rielly in „Kamikaze Attacks of World War II“, S. 349